# Нотон, Джон
Джон Но́тон (англ. John Naughton, р. 1946) — ирландский преподаватель и публицист. С 1972 г. он работает в Открытом университете (Великобритания), где с 2006 г. занимает кафедру «общественного понимания техники».

### Образование
В детстве Нотон учился в школах у Христианских братьев и иезуитов. Затем изучал электронику в Университетском колледже Корка и Кембрижде (Эммануэль-колледж). В студенческие годы приобщился к политике и начал писать в газеты, выработав журналистские навыки.

## Преподавательская и научная карьера
Преподавать в системе Открытого университета Нотон начал в 1972, где и преподает ныне, в 2006 г. получив должность профессора «общественного понимания техники» (Public Understanding of Technology).
Нотон возглавляет проект «Press Fellowship Programme» в Вулвсоновском колледже Кембриджского университета и является одним из директоров «Ndiyo and Cambridge Visual Networks Ltd.». Кроме того, он выступает академическим советником проекта «Arcadia Fellowship» Библиотеки Кембриджского университета и членом консультативного совета Фонда Открытого университета. Нотон также участвует в работе «Newnham Research» и «Exbiblio».

## Журналистика
Нотон — автор ставшей классическим справочным пособием книги «Краткая история будущего: у истоков Интернет» (A Brief History of the Future: Origins of the Internet, Phoenix Press, 2000, ISBN 0-7538-1093-X).
Кроме того, он выступает в качестве журналиста (в том числе, регулярно публикуясь в «Обсервер» и «Гардиан») и лектора.

## Избранные публикации
1. Naughton, John. A Brief History of the Future: the origins of the Internet (англ.). — London: Phoenix, 2000. — ISBN 0-75381-093-X.
2. Naughton, John. From Gutenberg to Zuckerberg (неопр.). — London: Quercus. — ISBN 0-85738-425-2.
3. Нотон, Джон (2012). Манифест об обучении информатике в XXI в. Guardian.
4. Нотон, Джон (2012). Почему всех детей следует учить программировать. Guardian. Архивировано 29 апреля 2017. Дата обращения: 6 апреля 2012.